# Kristján Eldjárn
Kristján Eldjárn (nascido em  6 de dezembro de 1916, falecido em 4 de setembro de 1982 na Islândia), foi presidente da Islândia por três mandatos em 1968, 1972 e 1976. Arqueólogo, antes de se tornar presidente foi Curador do Museu Nacional da Islândia. Morreu no ano de 1982.

## Vida
Seus pais eram Þórarinn Kr. Eldjárn, um professor em Tjörn, e Sigrún Sigurhjartardóttir. Ele se formou em arqueologia pela Universidade de Copenhague e lecionou na Universidade da Islândia. Em 1957, ele concluiu o doutorado por sua pesquisa sobre sepulturas pagãs na Islândia. Foi professor na Akureyri Grammar School e no College of Navigation em Reykjavík, tornando-se curador do Museu Nacional da Islândia em 1945 e seu Diretor em 1947, cargo que ocupou até a eleição presidencial de 1968.
Em 1966-68, ele apresentou uma série de programas educacionais de TV na (então nova) Televisão Nacional da Islândia (RÚV), nos quais mostrou ao público alguns dos artefatos do Museu Nacional e explicou seu contexto histórico. Esses programas se tornaram bastante populares, tornando-o uma figura popular bem conhecida e respeitada. Isso sem dúvida deu a ele o incentivo necessário para concorrer às eleições presidenciais de 1968 como um candidato politicamente não afiliado.
Começando como o perdedor na eleição presidencial de 1968, concorrendo contra o embaixador Gunnar Thoroddsen, que inicialmente tinha 70% de vantagem nas pesquisas de opinião, Kristján obteve 65,6% dos votos em 92,2% de comparecimento aos eleitores. Ele foi reeleito sem oposição em 1972 e 1976. Em 1980, ele decidiu não se candidatar a outro mandato, querendo devotar seus anos restantes inteiramente para continuar seu trabalho acadêmico ao longo da vida.
O presidente Kristján Eldjárn morreu após uma cirurgia cardíaca em Cleveland, Ohio, em 14 de setembro de 1982.
Seu filho Þórarinn Eldjárn é um dos autores mais populares da Islândia, especializado em contos, mas também escrevendo poesia e um romance ocasional.